# Нова хата
Нова хата — часопис львівського промислового жіночого кооперативу «Українське Народне Мистецтво», що видавався з 1925 по 1939 роки.

## Історія
Засновано часопис 1 червня 1925 року як місячник, із 1935 року виходив як двотижневик. Першими засновниками «Нової Хати» були Стефанія Чижович, Стефанія Савицька, Олена й Ольга Кульчицькі, Марія Громницька, Соломія Охримович, Софія Федак, Ірина Макух-Павликовська, Дарія Бандрівська, Ірина Бонковська, Ірина Лежогубська, Стефанія Монцібович, Марія Струтинська.
Редакція розміщувалася у Львові при вулиці Руській, 18. Першим редактором була Марія Громницька, з кінця 1926 року — Марія Фуртак-Деркач, з 1930 по 1939 роки — Лідія Бурачинська.
До складу редколегії у різні роки входили: Костянтина Малицька, Ірина Пеленська, Уляна Старосольська, Євгенія Вербицька, Олена Залізняк, Ірина Ґурґула, Марія Фуртак-Деркач, Олена Федак-Шепарович. Обкладинку видання оформляли Микола Бутович, Олена Кульчицька, Галина Мазепа, Святослав Гординський.
Публікувалися на шпальтах місячника відомі громадсько-культурні діячі, митці, мистецькі критики, письменники та літературознавці: Софія Вальницька, Дем'ян Горняткевич, Ірина Ґурґула, Павло Ковжун, Меланія Нижанківська, Анісія й Іларіон Свєнціцькі, Володимир Січинський, Уляна Старосольська, Мирослава Чапельська.
Часопис був багато ілюстрований — фотографії визначних діячок культури, артисток і художниць, фотомоделей, предметів інтер'єру, рисунки жіночих аксесуарів та ін. Із журналом також плідно співпрацювали Олена й Ольга Кульчицькі, вміщуючи численні зарисовки вишивок, проекти хатнього інтер'єру, одягу за мотивами народного мистецтва. Косметичні та медичні поради галицьким панянкам давали дерматолог Євген Дурделло та гінеколог Софія Парфанович.